# Advokaten Knifving

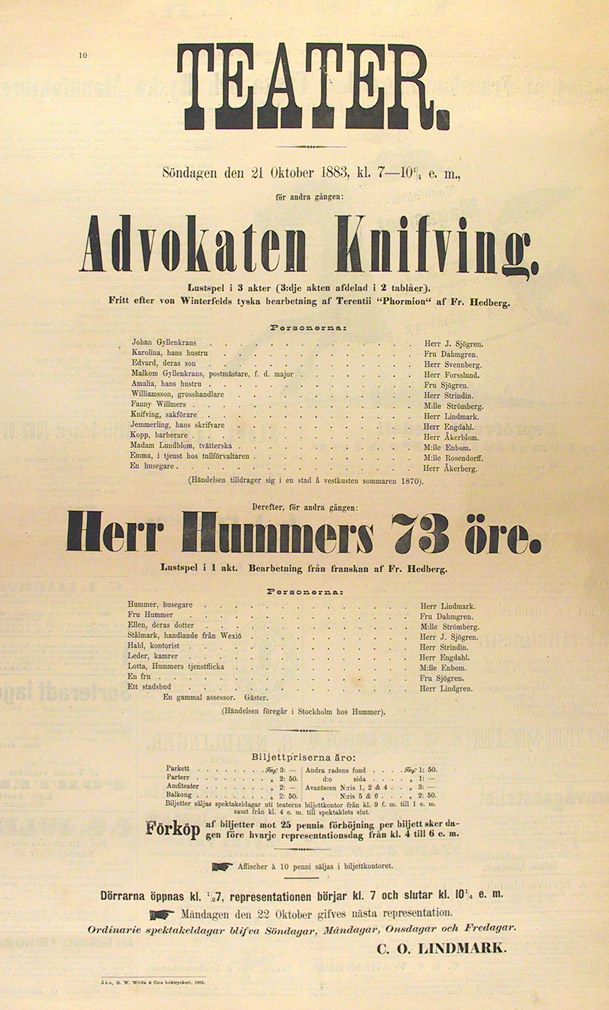
Affisch för teatern.

Advokaten Knifving är en komedi, bearbetad efter tyskan av Frans Hedberg, uppförd i Stockholm första gången 1870 med Knut Almlöf i huvudrollen. Den tyska förlagan var Der Winkelschreiber (1868) av Adolf von Winterfeld, vilken i sin tur byggde på Terentius Phormio.